# Brachynervus anchorimaculus
Brachynervus anchorimaculus là một loài tò vò trong họ Ichneumonidae.